# Centipede (gruppo musicale)
Centipede era una big band inglese di musica jazz/progressive formata da oltre 50 membri. Fondata nel 1970 dal pianista britannico di free jazz Keith Tippett, raccolse un insieme di giovani musicisti che suonavano in altri gruppi, tra i quali i Soft Machine, i King Crimson, i Nucleus ed i Blossom Toes.
Si esibirono dal vivo in Inghilterra e Francia e registrarono il doppio album Septober Energy (prodotto da Robert Fripp), prima di sciogliersi alla fine del 1971. Si riformarono per un breve periodo nel 1975, per partecipare ad alcuni festival jazz in Francia.

## Storia
Keith Tippett mise insieme la big band nel 1970 per realizzare la propria composizione Septober Energy. Oltre ai membri del Keith Tippett Sextet, gruppo di cui era il leader, reclutò giovani e promettenti musicisti che facevano parte di band emergenti della scena rock e jazz britannica, tra le quali i Soft Machine (Robert Wyatt, Elton Dean, Nick Evans e Mark Charig), i Nucleus (Karl Jenkins, Ian Carr, Brian Smith, Jeff Clyne, Roy Babbington, Bryan Spring e John Stanley Marshall) e i King Crimson (Robert Fripp, Peter Sinfield, Ian McDonald e Boz Burrell). Fecero parte del progetto anche studenti della London School of Music e diversi musicisti professionisti. Di rilievo fu la partecipazione dei fiatisti di colore sudafricani Mongezi Feza e Dudu Pukwana dei Brotherhood of Breath, big band che fondendo la kwela africana con il free jazz americano aveva in quel periodo rivitalizzato la stagnante atmosfera del jazz britannico.
Septober Energy era composto da quattro movimenti, sui quali il gruppo improvvisava. Il primo concerto fu tenuto al Lyceum Theatre di Londra il 15 novembre 1970. Nell stesso mese, la big band si esibì dal vivo in Francia, ottenendo un grande successo nei due concerti al Teatro Alhambra di Bordeaux. Altri concerti di quel periodo furono quelli all'Arts Council di Rotterdam nei Paesi Bassi, all'Arts Festival di Lanchester, nella contea inglese di Durham, e quello per la Student Union dell'Università di Bristol. Le esibizioni dei Centipede furono accolte dalla critica in modi diversi, una parte ritenne la musica "lunga e oppressiva", un'altra la giudicò una pura estensione di quella del Keith Tippett Sextet.
Nell'aprile del 1971, l'etichetta britannica Neon Records, sussidiaria dell'americana RCA, mise sotto contratto i Centipede, che nel giugno successivo registrarono in studio. Il doppio album fu prodotto da Robert Fripp e venne pubblicato nell'ottobre del 1971 nel Regno Unito. Tippett, che aveva suonato come ospite negli album dei King Crimson In the Wake of Poseidon, Lizard e Islands, declinò l'invito di Fripp ad entrare nella band. Alcuni componenti dei King Crimson suonarono in Septober Energy, al contrario di Fripp, che si era però esibito dal vivo con i Centipede.
Con una formazione ridotta per motivi economici, i Centipede diedero concerti di promozione dell'album alla Royal Albert Hall nell'ottobre 1971, ed al Rainbow Theatre nel dicembre successivo, entrambi a Londra. L'album non incontrò giudizi favorevoli da parte della critica ed i Centipede, non trovando ingaggi, si sciolsero alla fine del 1971.
Pubblicato nel 1974 dalla RCA negli Stati Uniti, Septober Energy non ebbe successo nelle vendite, anche perché la band era sciolta e non aveva quindi potuto promuovere l'album. Una riunione dei Centipede avvenne nell'ottobre del 1975, con apparizioni in diversi festival jazz francesi; in tali eventi suonò con il gruppo David Cross dei King Crimson.
In un'intervista concessa nel 2003, Tippett disse che il progetto Centipede era nato esclusivamente per passione musicale, e che nessuno dei suoi membri vi aveva suonato per arricchirsi. Il debutto al Lyceum era stato un concerto di beneficenza in favore della Jazz Centre Society. Aggiunse che vi era un grande interesse attorno al progetto Centipede, e che gli iniziali 50 musicisti avrebbero potuto diventare 100.
In seguito, Tippett formò The Ark, un'altra grande big band che registrò l'album Frames (Music For An Imaginary Film), pubblicato dalla Ogun Records nel 1978.

## Discografia
- 1971 Septober Energy - Neon Records

## Membri
I seguenti musicisti sono quelli che hanno registrato Septober Energy:
Violini
- Wendy Treacher
- Jihn Trussler
- Roddy Skeping
- Wilf Gibson
- Carol Slater
- Louise Jopling
- Garth Morton
- Channa Salononson
- Steve Rowlandson
- Mica Gomberti
- Colin Kitching
- Philip Saudek
- Esther Burgi

Violoncelli
- Michael Hurwitz
- Timothy Kramer
- Suki Towb
- John Rees-Jones
- Katherine Thulborn
- Catherine Finnis

Trombe
- Peter Parkes
- Mick Collins
- Ian Carr (anche flicorno soprano)
- Mongezi Feza (pocket cornet)
- Mark Charig (cornetta)

Sassofoni contralto
- Elton Dean (anche saxello)
- Jan Steele (anche flauto)
- Ian McDonald
- Dudu Pukwana

Sassofoni tenore
- Larry Stabbins
- Gary Windo
- Brian Smith
- Alan Skidmore

Sassofoni baritono
- Dave White (anche clarinetto)
- Karl Jenkins (anche oboe)
- John Williams (sassofono basso e soprano)

Tromboni
- Nick Evans
- Dave Amis
- Dave Perrottet
- Paul Rutherford

Batterie
- John Marshall (anche tutte le percussioni)
- Tony Fennell
- Robert Wyatt

Voci
- Maggie Nicols
- Julie Tippetts
- Mike Patto
- Zoot Money
- Boz Burrell

Bassi
- Roy Babbington
- Jill Lyons
- Harry Miller
- Jeff Clyne
- Dave Markee
- Brian Belshaw

Chitarra
- Brian Godding

Pianoforte
- Keith Tippett (direttore musicale)